# Madison (Kansas)
Madison – miasto w Stanach Zjednoczonych, w stanie Kansas, w hrabstwie Greenwood.